# لوتراكيون (بيلا)
لوتراكيون (Λουτράκιον) هي مدينة في بيلا في مقاطعة فوريا إلادا في اليونان.